# Педросо-де-Асім
Педросо-де-Асім (ісп. Pedroso de Acim) — муніципалітет в Іспанії, у складі автономної спільноти Естремадура, у провінції Касерес. Населення — 108 осіб (2010).
Муніципалітет розташований на відстані близько 240 км на захід від Мадрида, 38 км на північ від Касереса.

## Демографія
Динаміка населення (INE ):

## Галерея зображень
- Розташування муніципалітету у провінції Касерес